# Pandercetes celatus
Pandercetes celatus là một loài nhện trong họ Sparassidae.
Loài này thuộc chi Pandercetes. Pandercetes celatus được Mary Agard Pocock miêu tả năm 1899.